# Polyplectron germaini
El espolonero de Germain (Polyplectron germaini) es una especie de ave galliforme de la familia Phasianidae endémica de Indochina; este faisán de vivos colores sólo habita en algunas selvas del sur de Vietnam y el este de Camboya. No se conocen subespecies.